# Rockenthien

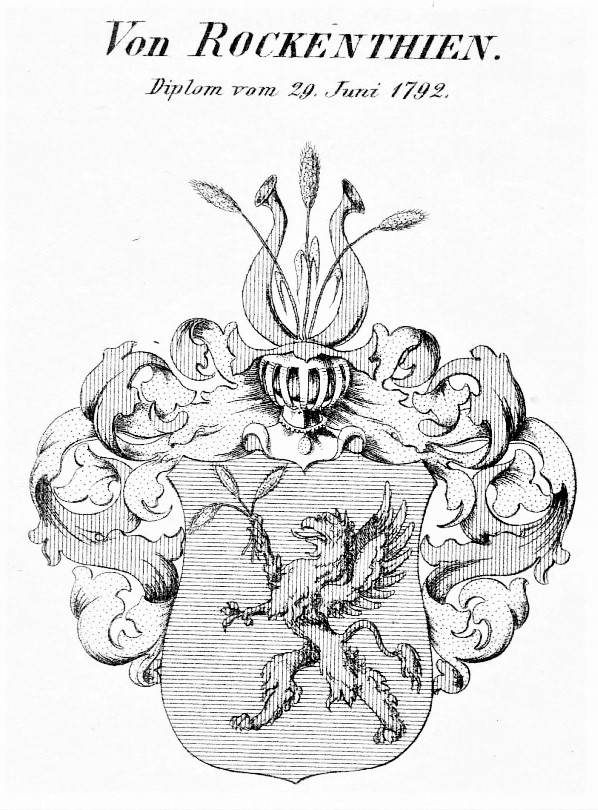
Wappen derer von Rockenthien von 1792

Rockenthien ist der Name einer 1792 in den deutschen Reichsadelsstand erhobenen Familie aus dem Kurfürstentum Sachsen.

## Geschichte
Die Familie ist benannt nach dem Ort Rockenthin, heute ein Ortsteil von Salzwedel in der Altmark. 
Einer der frühen bedeutenden Vertreter der Familie ist der 1721 als Hof- und Landkammerrats auch Oberamtmann genannte Johann Rockenthien in Langensalza, der damals über Geld- und Getreidezinseinnahmen aus Merxleben und über sachsen-weißenfelsische Lehn in Salza verfügte.
Der Premierleutnant Johann Rudolph Rockenthien im kursächsischen Regiment Prinz Clemens wurde während des sächsischen Reichsvikariat am 21. Juni 1792 in Dresden in den Reichsadelsstand erhoben und ihm ein Familienwappen verliehen.

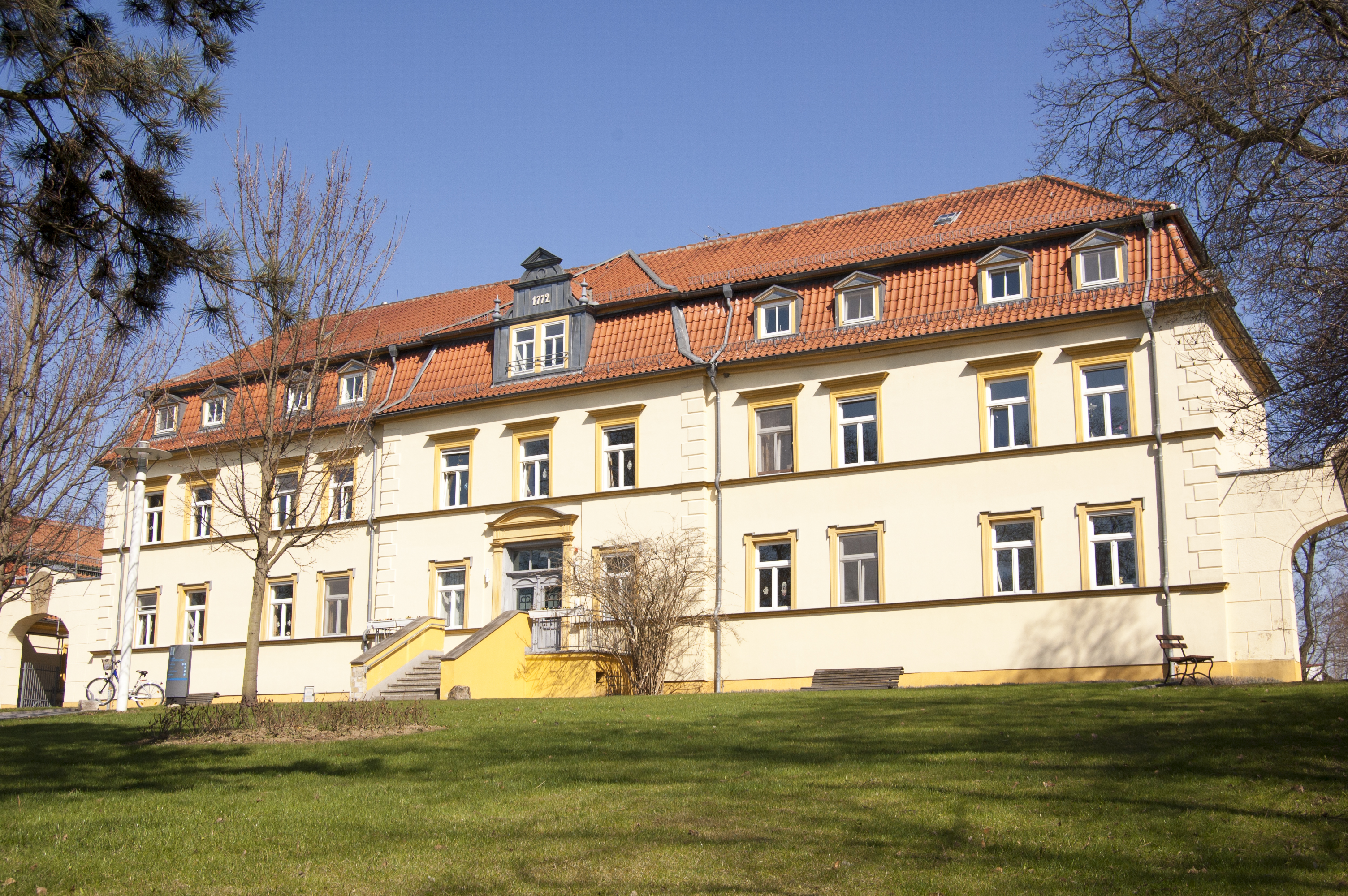
Wohnsitz von Johann Rudolph Rockenthien ab 1786: Schloss Grüningen

Bedeutung erlangte die Familie durch die Ende 1786 erfolgte Heirat des Johann Rudolph Rockenthien mit der verwitweten Sophie von Kühn, die neben vier unmündigen Kindern noch die Tochter aus erster Ehe ihres verstorbenen Mannes auf dem Schloss Grüningen im kursächsischen Amt Weißensee versorgen musste. Ihr verstorbener Gatte hatte ihr neben Niedertopfstedt auch das Schloss Grüningen hinterlassen, das ihren zwei unmündigen Söhnen als Lehnserben zustand. Die Witwe war daher trotz ihrer fünf Kinder eine gute Partie, durch deren Heirat Johann Rudolph Rockenthien der soziale Aufstieg in den Adelsstand möglich wurde. Gegen Zahlung einer nicht unbeträchtlichen Geldsumme erreichte er 1792 die Ausstellung des Adelsdiploms für sich und seine Nachkommen. Die mit in die Ehe gebrachte Tochter seiner Frau, Sophie von Kühn, wurde durch Verlobung mit Novalis berühmt und noch heute verehrt. Das im Schloss Grüningen untergebrachte Heim trägt heute ihren Namen.
Novalis selbst wurde 1795 Taufpate für Günther von Rockenthien in Grüningen. Zum damaligen Zeitpunkt war dessen Vater, Johann Rudolph von Rockenthien, bereits zum Hauptmann ernannt worden.

## Persönlichkeiten
- Johann Rockenthien († 1739), Beamter in der Sekundogenitur Sachsen-Weißenfels, fürstlich-sächsischer Hof- und Landkammerrat, zuletzt Geheimer Rat sowie Oberamtmann zu Langensalza, Erb-, Lehn- und Gerichtsherr in Merxleben
- Johann Paul Rockenthien († 1752), Beamter der Sekundogenitur Sachsen-Weißenfels und im Kurfürstentum Sachsen, fürstlich-sächsischer, ab 1746 kurfürstlich-sächsischer Amtmann im Amt Sachsenburg, Erb-, Lehn- und Gerichtsherr in Merxleben
- Johann Rudolph (von) Rockenthien, Premierleutnant kursächsischen Regiment Prinz Clemens, 1792 Erhebung in den Adelsstand

## Wappen
Blasonierung: In Blau ein rechts gekehrter, roter Greif mit roter ausgeschlagener Zunge, welcher in der rechten Klaue drei goldene Ähren, von welchen sich die beiden äußeren abwärts neigen, emporhält. Auf dem Helm, zwischen zwei roten Büffelhörnern, drei goldene Ähren, von welchen die beiden äußeren über die Hörner herabhängen. Die Helmdecken sind rot-golden.